# Croton nitens
Espèce
Classification APG III (2009)
Croton nitens est une espèce de plantes à fleurs du genre Croton et de la famille Euphorbiaceae originaire d'Amérique du Sud.
Longtemps confondue à Croton glabellus L., elle est reconnue comme espèce à part entière depuis une révision en 2009.